# Klaus Behrens
Pour les articles homonymes, voir Behrens.
Klaus Behrens, né le 3 août 1941 à Ratzebourg et mort le 19 septembre 2022, est un rameur allemand.

## Biographie

### Palmarès

#### Aviron aux Jeux olympiques
- 1964 à Tokyo,  Japon
  -  Médaille d'argent en huit[2]

#### Championnats du monde d'aviron
- Championnats du monde d'aviron 1962 à Lucerne,  Suisse
  -  Médaille d'or en huit

#### Championnats d'Europe d'aviron
- 1963 à Copenhague,  Danemark
  -  Médaille d'or en huit
- 1964 à Amsterdam,  Pays-Bas
  -  Médaille d'or en huit
- 1965 à Duisbourg,  Allemagne
  -  Médaille d'or en huit